# Gerichtsbezirk Ala
Der Gerichtsbezirk Ala war ein dem Bezirksgericht Ala unterstehender Gerichtsbezirk in der Gefürsteten Grafschaft Tirol. Der Gerichtsbezirk war Teil des Trentino und gehörte zum Bezirk Rovereto. Er umfasste Gebiete im Tal der Etsch. Nach dem Ersten Weltkrieg musste Österreich den gesamten Gerichtsbezirk an Italien abtreten.

## Geschichte
Der Gerichtsbezirk Ala wurde durch eine 1849 beschlossene Kundmachung der Landes-Gerichts-Einführungs-Kommission geschaffen und umfasste ursprünglich die sieben Gemeinden Ala, Avio, Borghetto, Chizzola, Pilcante, Ronchi und Serravalle.
Der Gerichtsbezirk Ala bildete im Zuge der Trennung der politischen von der judikativen Verwaltung
ab 1868 gemeinsam mit den Gerichtsbezirken Mori, Rovereto und Nogaredo den Bezirk Rovereto, wobei der Gerichtsbezirk Nogaredo 1905 in Gerichtsbezirk Villa Lagarina umbenannt wurde.
Der Gerichtsbezirk Ala wies 1869 eine Bevölkerung von 9.874 Personen auf.
1910 wurden für den Gerichtsbezirk 11.607 Personen ausgewiesen, von denen 186 Deutsch (1,6 %) und 10.590 Italienisch oder Ladinisch (91,2 %) als Umgangssprache angaben. Die Deutschsprachigen lebten im Gerichtsbezirk Ala fast ausschließlich in Ala, wobei sich unter ihnen zahlreiche Militärangehörige befanden.
Durch die Grenzbestimmungen des am 10. September 1919 abgeschlossenen Vertrages von Saint-Germain wurde der Gerichtsbezirk Ala zur Gänze Italien zugeschlagen.

## Gerichtssprengel
Der Gerichtssprengel umfasste 1910 die sieben Gemeinden Ala, Avio, Borghetto, Chizzola, Pilcante, Santa Margherita und Serravalle.